# Französische Hockeynationalmannschaft der Herren
Die französische Hockeynationalmannschaft der Herren repräsentiert Frankreich bei internationalen Hockey-Turnieren wie Hockey-Weltmeisterschaften und ‑Europameisterschaften.
Das Hockey-Team nahm bisher neunmal an Olympischen Spielen teil, mit dreimal einem vierten Platz als beste Ergebnisse (1920, 1928, 1936). Für die Olympischen Spiele 2024 war Frankreich als Gastgeber qualifiziert. Bisher viermal hat die Mannschaft an Weltmeisterschaften teilgenommen; zuletzt 2023 mit einem 13. Platz im Endklassement.
Aktuell (Juni 2025) steht die Nationalmannschaft in der Weltrangliste auf dem Feld auf Rang 10.

## Erfolge

### Olympische Spiele
- 1908:  6. Platz
- 1920:  4. Platz
- 1928:  4. Platz
- 1936:  4. Platz
- 1948:  8. Platz
- 1952: 11. Platz
- 1960: 10. Platz
- 1968: 10. Platz
- 1972: 12. Platz
- 2024: Vorrunde

### Feldhockey-Weltmeisterschaft
- 1971: 7. Platz
- 1990: 7. Platz
- 2018: 8. Platz
- 2023: 13. Platz

### Feldhockey-Europameisterschaft
- 1970:  4. Platz
- 1974.  6. Platz
- 1978:  8. Platz
- 1983:  6. Platz
- 1987: 11. Platz
- 1991.  6. Platz
- 1995: 12. Platz
- 1999:  7. Platz
- 2003:  5. Platz
- 2005:  5. Platz
- 2007:  6. Platz
- 2009.  6. Platz
- 2011:  8. Platz
- 2015:  7. Platz
- 2021:  6. Platz
- 2023:  5. Platz
- 2025:  4. Platz

### Champions Trophy
- 1992:  7. Platz